# Параметър на перихелия
Параметърът на перихелия е един от шестте орбитални параметри, описващи орбитата на дадено тяло в околослънчева орбита. Той представлява ъгъла между възходящия възел и перихелия, измерен спрямо орбиталната равнина. При събиране с дължината на възходящия възел се получава дължина на перихелия на тялото.
Стойност на параметъра от 0° значи, че тялото се намира в перихелий, когато пресича еклиптиката от юг на север. Стойност от 90° означава, че тялото се намира в перихелий, когато е най-високо над еклиптиката (от северната страна).